# Liste des gouverneurs coloniaux de Caroline du Sud
La liste des gouverneurs coloniaux de Caroline du Sud, au nombre de plus d'une trentaine en un siècle, reflète la grande instabilité de la colonie, sur fond de conflit avec les espagnols et les pirates et de développement de la Traite des amérindiens de Caroline
- 1670 William Sayle
- 1671 Joseph West
- 1671 John Yeamans
- 1674 Joseph West
- 1682 Joseph Morton
- 1684 Joseph West
- 1684 Richard Kirk
- 1684 Robert Quarry
- 1685 Joseph Morton
- 1686 James Colleton
- 1690 Seth Sothell
- 1692 Philip Ludwell
- 1693 Thomas Smith
- 1694 Joseph Blake
- 1695 John Archdalc
- 1698 Joseph Blake
- 1700 James Moore
- 1703 Nathaniel Johnson
- 1709 Edward Tynte
- 1710 Robert Gibbes
- 1712 Charles Craven
- 1716 Robert Daniel
- 1719 Robert Johnson
- 1719 James Moore
- 1721 Francis Nicholson
- 1725 Arthur Middleton
- 1730 Robert Johnson
- 1735 Thomas Broughton
- 1737 William Bull
- 1743 James Glen
- 1756 William Littleton